# 로스코 칸스
로스코 칸스(Roscoe Karns, 1891년 9월 7일 ~ 1970년 2월 6일)는 미국의 배우, 텔레비전 배우이다.

## 영화
- 가장 좋은 남성용 스포츠(1964년)
- 스테이지 도어 캔틴(1943년)
- 히스 버틀러스 시스터(1943년)
- 여성의 해(1942년)
- 그들은 밤에 달린다(1940년)
- 그의 연인 프라이데이(1940년)
- 댓츠 라이트 - 유어 롱(1939년)
- 에브리씽스 온 아이스(1939년)
- 땡스 포 더 메모리(1938년)
- 케인 앤 마블(1936년)
- 컴 온 마린스(1934년)
- 뉴욕행 열차 20세기(1934년) - 오웬 오말리 역
- 어느날 밤에 생긴 일(1934년)
- 투데이 위 리브(1933년)
- 나이트 애프터 나이트(1932년)
- 나는 탈옥수(1932년)
- 디러저블(1931년)
- 뉴욕 나이츠(1929년)
- 더 트레일 오브 '98(1928년)
- 날개(1927년)
- 십계(1923년)
- 라이프 오브 더 파티(1920년)